# Cheironitis moeris
Cheironitis moeris là một loài bọ cánh cứng trong họ Bọ hung (Scarabaeidae).